# Dimorphanthera fissiflora
Dimorphanthera fissiflora är en ljungväxtart som först beskrevs av Steum., och fick sitt nu gällande namn av P.F. Stevens. Dimorphanthera fissiflora ingår i släktet Dimorphanthera och familjen ljungväxter. Inga underarter finns listade i Catalogue of Life.